# Kommunalverwaltung in Deutschland
Die Kommunalverwaltung in Deutschland im weiteren Sinn bezeichnet die öffentliche Verwaltung der deutschen Gemeinden und Landkreise.
Die Kreisverwaltung des Landkreises wird in einigen deutschen Bundesländern als Landratsamt bezeichnet. Im engeren Sinne sind Kommunalverwaltungen Gemeindeverwaltungen, dort wiederum unterschieden zwischen Gemeinden mit und ohne Stadtrecht. Bei ersteren spricht man von Stadtverwaltung, bei letzteren von Gemeindeverwaltung.
Geleitet wird die Gemeindeverwaltung von einem Hauptverwaltungsbeamten, dieser ist in der Regel der Bürgermeister oder bei größeren Städten der Oberbürgermeister. In diesem Fall ist auch die offizielle Bezeichnung der Behörde „Der (Ober-)Bürgermeister“. In Hessen ist die offizielle Bezeichnung der Behörde „Der Magistrat“.
Zum Teil haben sich kleine Kommunen zu Verwaltungskooperationen zusammengeschlossen.

## Zuständigkeit
Nach außen gerichtet ist die Gemeindeverwaltung alleiniger Ansprechpartner für den Bürger in allen behördlichen Angelegenheiten, soweit keine anderen Behörden zuständig sind. Man spricht daher auch von der sogenannten Allzuständigkeit.

## Mitarbeiterschaft
Die Beschäftigten der Kommunen unterteilen sich in kommunale Beamten, für die das jeweilige Landesbeamtengesetz gilt und in (Tarif-)Beschäftigte, für die der Tarifvertrag für den öffentlichen Dienst (TVöD) gilt. Die Unterscheidung in Arbeiter und Angestellte wurde 2005 abgeschafft.
Für die betriebliche Vertretung der kommunalen Beschäftigten sorgen Personalräte, die nach dem jeweiligen Landespersonalvertretungsgesetz gewählt werden.
Zuständige Gewerkschaften für die kommunalen Beschäftigten sind die Vereinte Dienstleistungsgewerkschaft (ver.di – dort der Fachbereich 7) sowie innerhalb des Deutschen Beamtenbundes die Komba.
Auf der Arbeitgeberseite sind die Kommunen in kommunalen Arbeitgeberverbänden organisiert, diese wiederum bilden die Vereinigung der kommunalen Arbeitgeberverbände.

## Aufbauorganisation
Der Aufbau und der rechtliche Rahmen der Gemeindeverwaltungen ist in den Gemeindeordnungen in Deutschland beziehungsweise in den jeweils gültigen Verfassungen und Gesetzen für die Gemeindeverwaltung in Österreich und in der Schweiz geregelt. Für den Sitz der Gemeindeverwaltung werden im deutschen Sprachraum regional unterschiedlich die Bezeichnungen Rathaus, Gemeindehaus, Gemeindeamt, Gemeinde und Gemeindeverwaltung verwendet, bei Städten auch Stadthaus.
Organisiert sind die Gemeindeverwaltungen üblicherweise in Ämter, geleitet von einem Amtsleiter. Diese Ämter betreuen unterschiedliche Sach- und Aufgabengebiete. In großen Verwaltungen sind Ämter mit ähnlichen Aufgaben in Dezernaten zusammengefasst, geleitet von einem Dezernenten (oft als Beigeordneter Wahlbeamter), kleinere Verwaltungen sind direkt dem Bürgermeister (in kreisfreien Städten Oberbürgermeister) unterstellt. Im Rahmen der laufenden Verwaltungsmodernisierung werden die Ämter nach und nach in Fachbereiche (auch Referate, Institute, Stabsstellen genannt) umgewandelt.
Die Kommunale Gemeinschaftsstelle für Verwaltungsmanagement (KGSt) empfiehlt, die Gemeindeverwaltung in sechs Dezernate aufzuteilen. Geleitet werden die Dezernate von Beigeordneten. Diesen Dezernaten sind die verschiedenen Ämter zugeordnet. Jedes Amt trägt eine Organisationskennziffer, diese sind hier in Klammern dargestellt. Nicht in jeder Kommune ist jedes Amt vorhanden.
1. Allgemeine Verwaltung:
Hauptamt (10), Personalamt (11), Statistisches Amt (12), Presseamt (13), Rechnungsprüfungsamt (14)
2. Finanzverwaltung:
Kämmerei (20), Stadtkasse (21), Steueramt (22), Liegenschaftsamt (23), Amt für Verteidigungslasten (24)
3. Rechts-, Sicherheits- und Ordnungsverwaltung:
Rechtsamt (30), Ordnungsamt (32), Einwohner- und Meldeamt (33), Standesamt (34), Versicherungsamt (35), Feuerwehr (37), Zivilschutz (38)
4. Schul- und Kulturverwaltung:
Schulverwaltungsamt (40), Kulturamt (41), Bibliothek (42), Volkshochschule (43), Musikschule (44), Museum (45), Theater (46), Archiv (47)
5. Sozial-, Jugend- und Gesundheitsverwaltung:
Sozialamt (50), Jugendamt (51), Sportamt (52), Gesundheitsamt (53), Krankenhäuser (54), Ausgleichsamt (55)
6. Bauverwaltung:
Bauverwaltungsamt (60), Stadtplanungsamt (61), Vermessungs- und Katasteramt (62), Bauordnungsamt (63), Wohnungsförderungsamt (64), Hochbauamt (65), Tiefbauamt (66), Grünflächenamt (67)
7. Verwaltung für öffentliche Einrichtungen:
Stadtreinigungamt (70), Schlacht- und Viehhof (71), Marktamt (72)
8. Verwaltung für Wirtschaft und Verkehr:
Amt für Wirtschafts- und Verkehrsförderung (80), Eigenbetriebe (81), Forstamt (82)

## Strukturelle Unterschiede in Deutschland
Im allgemeinen Verständnis wird meist auch der Bürgermeister und seine Stadtregierung zur Verwaltung gezählt, wobei die Kompetenzverteilung wegen einer breiten Vielfalt von Gemeindeverfassungen sehr unterschiedlich sein kann. So ist z. B. in Deutschland zu unterscheiden zwischen den
- Stadtstaaten Berlin, Hamburg und Bremen,
- Bundesländern mit großstädtischen Oberbürgermeistern bzw.
- Vier Regionen mit überwiegender Gültigkeit der folgenden Verfassungstypen:
  - Süddeutsche Ratsverfassung (vorherrschend in etwa 70 % der Bundesrepublik)
  - Norddeutsche Ratsverfassung
  - Magistratsverfassung
  - Bürgermeisterverfassung

## Artikel über einzelne Stadtverwaltungen
- Stadtverwaltung Bremerhaven (Leher Kasernen)
- Stadtverwaltung Duisburg
- Stadtverwaltung Hannover
- Stadtverwaltung Köln
- Stadtverwaltung Mannheim
- Stadtverwaltung München (größte Stadtverwaltung Deutschlands)
- Stadtverwaltung Stuttgart